# Hondarabalu, Chamarajanagar
Hondarabalu là một làng thuộc tehsil Chamarajanagar, huyện Chamarajanagar, bang Karnataka, Ấn Độ.